# Asphondylia massalongoi
Asphondylia massalongoi är en tvåvingeart som beskrevs av Rubsaamen 1893. Asphondylia massalongoi ingår i släktet Asphondylia och familjen gallmyggor. Inga underarter finns listade i Catalogue of Life.